# Massarosa
Massarosa è un comune italiano di 21 871 abitanti della provincia di Lucca in Toscana. La sua istituzione fu decretata con R.D. nel 1869, scorporando i suoi territori dal Comune di Viareggio; tra il 1870 e il 1875 il decreto fu applicato, con la risoluzione di ogni contenzioso al riguardo.
Geograficamente si caratterizza per l'immediata transizione dagli ambienti di una zona lacustre costiera, protetta da riserve naturali, alle colline preappenniniche. Vi sono impiantate attività di olivicoltura, cerealicoltura, e aziende vinicole. Nella zona di Montramito, al confine con Viareggio, si situano invece grandi aziende manifatturiere, di cantieristica e di tecnologia avanzata, riunite nel Consorzio Montramito.

## Geografia fisica, paesaggio e fauna

### Ambienti lacustri e riserve naturali
Il Comune ospita il lago di Massaciuccoli, a sua volta parte del Parco naturale di Migliarino, San Rossore, Massaciuccoli. Il lago occupa una grande depressione originata dalla formazione della catena appenninica e rappresenta lo stadio avanzato di un'antica laguna costiera, rimasta incapsulata con l'avanzare della linea di costa versiliese. 
Nella frazione di Massaciuccoli, in particolare, si trova la Riserva naturale del Chiarone, dedicata alla protezione e allo studio dell'ambiente lacustre. La riserva è affidata dal 1985 alla Lega Italiana Protezione Uccelli. Le acque del lago sono frequentate da una ricchissima componente faunistica, oggetto di protezione e birdwatching. Le specie che è possibile osservare annualmente nei vari habitat che caratterizzano la zona umida sono oltre 200. Alcune di esse sono presenti soltanto in inverno, altre solo durante la primavera – estate, altre ancora solo durante le migrazioni. Nei mesi invernali si registra la presenza di anatre, svassi, e cormorani; durante le migrazioni affollano l'area lacustre centinaia di mignattini, gabbianelli e sterne. Presenza maestosa è quella del falco pescatore (Pandion haliaetus), rapace sempre più spesso osservato in posizioni dominanti, quali pali, alberi e bilance. La zona umida ospita inoltre molte specie di trampolieri: l'airone cenerino (Ardea cinerea), la garzetta (Egretta garzetta), e l'airone bianco maggiore (Egretta alba), sono presenti tutto l'anno. Durante i periodi di migrazione si incontrano facilmente la sgarza ciuffetto (Ardeola ralloides) e il raro mignattaio (Plegadis falcinellus). Nei pressi del lago nidifica in primavera il cavaliere d'Italia (Himantopus himantopus).
Nella striscia umida che unisce la Stazione di Massarosa-Bozzano e la frazione di Massarosa si trova un percorso su palafitte circondato da scenografiche piantagioni di fiori di loto.
Il Comune ospita anche un piccolo laghetto di sorgiva, il laghetto di Montramito, noto per la pesca sportiva.

### Collina
Subito a ridosso dell'area lacustre, il territorio comunale sale in elevazione. Le colline ospitano numerosi itinerari escursionistici e sono sovente coltivate a oliveto. Si trovano in collina la medievale Pieve di San Pantaleone a Elici, così come i resti delle Terme romane di Massaciuccoli. 

## Storia
Il nome Massarosa deriva con molta probabilità del nome dell'insediamento medievale di origine germanica che vi trovava luogo. L'antico nome "Massa Grausi" deriverebbe infatti dall'unione di "massa", vasta proprietà agricola, e "Grauso", nome del proprietario del fundus longobardo. Sono inoltre stati rinvenuti documenti che attestano la presenza di una curtis, con tutti gli annessi, alla fine del X secolo. Negli stessi luoghi esistettero anche insediamenti arcaici molto più antichi.
Secondo alcune fonti presenti nell'Archivio di Stato di Lucca, buona parte di Massarosa e dei territori oggi riconducibili al Comune, in piena epoca medievale, sarebbero stati Iura dei Canonici di San Martino di Lucca, e successivamente in rapporti di sudditanza con la famiglia pisana degli Orlandi. Il nome a quel livello cronologico sarebbe stato "Massagrogia" o "Massagrosa".
Massarosa si separò da Viareggio il 18 dicembre 1869 e divenne comune autonomo con tutte le frazioni collinari e i territori pianeggianti vicini. 

### Seconda Guerra Mondiale
Tra la primavera e l'estate del 1944 il territorio comunale di Massarosa fu teatro di numerosi eccidi perpetrati dai nazi-fascisti a danno sia di partigiani sia di civili, per un totale di oltre 90 vitime.
Il 19 aprile, presso il cimitero del capoluogo, i repubblichini fucilarono due giovani accusati di apparenere alla Resistenza.
Il 27 giugno a Compignano, nella villa dov'era il comando tedesco, fu trucidato, dopo indicibili sevizie, il giovane Amos Paoli, staffetta partigiana nonostante fosse poliomielitico, insignito poi della Medaglia d'oro al valor militare alla memoria.
L'11 agosto truppe germaniche fucilarono complessivamente 51 civili, in tre località: Massacciuccoli (4), Quiesa (10) e Sassaia (37). 
Il 2 settembre a Massacciuccoli, nella villa del conte Eugenio Minutoli Tegrimi, vennero ammazzati il capo famiglia e quanti erano in casa: 11 civili, tre uomini e otto donne, fra le quali due bambine di 7 e 10 anni.
Nelle stesse ore a Compignano, delle SS accompagnate da una italiana che fungeva da interprete-traduttrice ma anche da spia, uccisero 12 civili in due luoghi, sette presso la chiesa e cinque presso il comando. 
Altre esecuzioni, anche singole, avvennero nelle seguenti località: Corsanico (22 luglio); Macellarino (10 agosto); Pieve a Elici (30 agosto); Gualdo (8 settembre); Montigiano (10 settembre); Bargecchia (10 settembre); Bozzano, Montemagno e Sottomonte (12 settembre); alle Capanne (17 settembre); Stiava (data incerta).

### Simboli

Stemma del Comune

Gonfalone del Comune

Lo stemma e il gonfalone sono stati riconosciuti con decreto del capo del governo del 12 gennaio 1935.
Lo stemma del comune è ispirato a quello di Lucca, capoluogo della provincia, e presenta due mazze disposte in decusse accantonate da quattro rose, richiamando così il nome del paese.
Il gonfalone è un drappo di azzurro.

## Monumenti e luoghi d'interesse

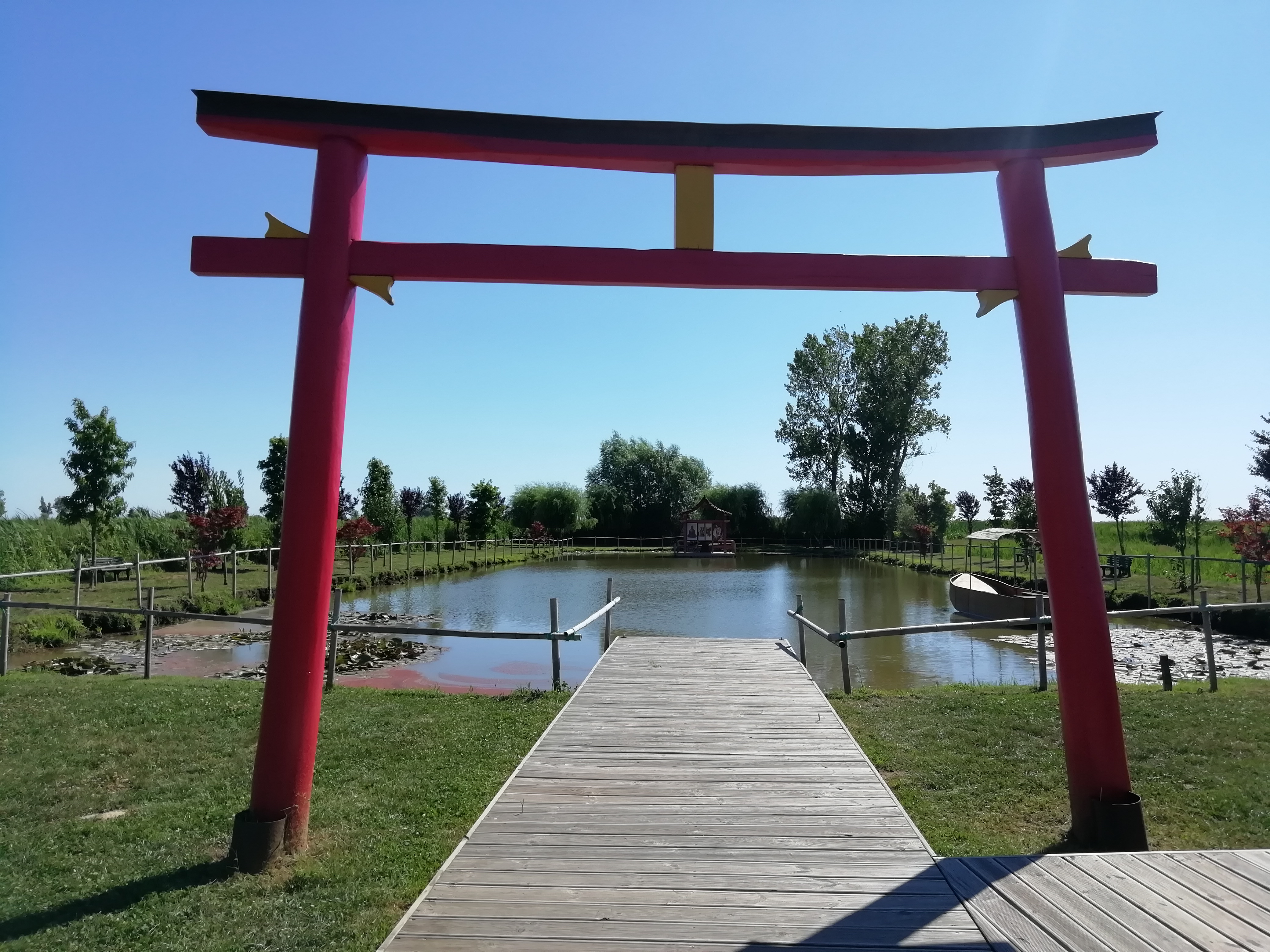
Torii - Portale del tempio shintoista di Bozzano - Massarosa

### Architetture religiose
- Chiesa dei Santi Jacopo e Andrea
- Pieve di San Pantaleone a Elici

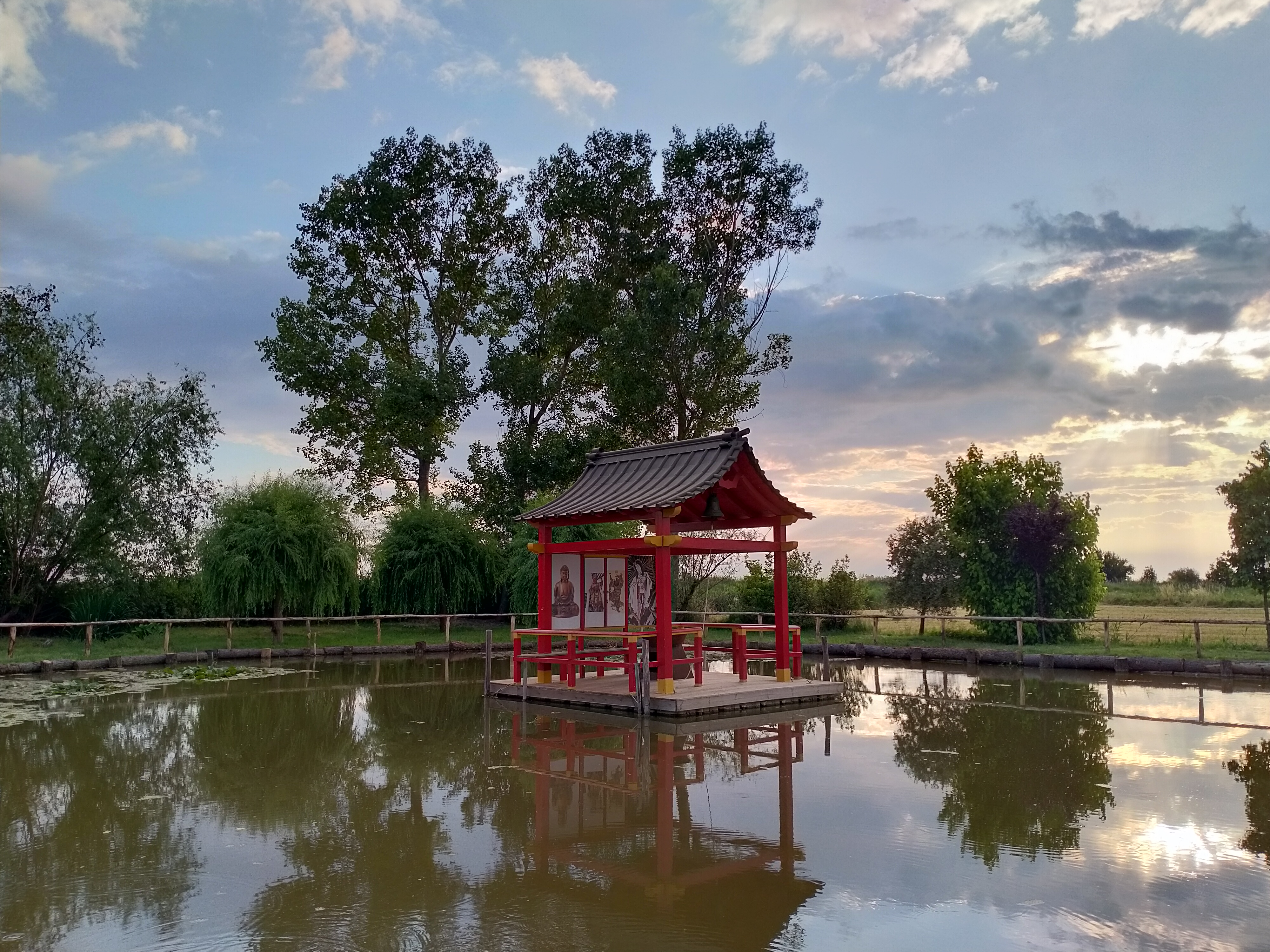
Tempio shintoista di Bozzano - Massarosa

- Chiesa di San Martino a Bargecchia
- Chiesa di Santa Lucia a Montigiano
- Chiesa di San Michele a Corsanico
- Chiesa di Sant'Andrea a Mommio
- Chiesa di Santo Stefano a Quiesa
- Chiesa di Santa Maria Assunta a Stiava
- Santuario shinto "galleggiante" dedicato ad Amaterasu.[17]

### Architetture civili
- Villa Martellini in Camporomano a Stiava

### Altro
- Terme di Massaciuccoli
- Grazie al contributo della Fondazione Pomara Scibetta, è stata restaurata una cascina nella zona lacustre della frazione di Bozzano. Il giardino all'aperto del podere è stato allestito con un itinerario di opere d'arte e vi è stato eretto un tempio shintoista. Gli spazi, che offrono un'esperienza tra cultura e spiritualità, sono disponibili a tutti, visitabili in qualunque momento, senza prenotazione e senza un biglietto d'ingresso da pagare. Il podere partecipa attivamente alle iniziative delle Giornate del FAI.[18][19][20]

## Società

### Evoluzione demografica
Abitanti censiti

### Etnie e minoranze straniere
Secondo i dati ISTAT al 31 dicembre 2018 la popolazione straniera residente era di 950 persone. Le nazionalità maggiormente rappresentate in base alla loro percentuale sul totale della popolazione residente erano:
- Romania 376 1,68%

## Infrastrutture e trasporti

### Ferrovie
La Stazione di Massarosa-Bozzano si trova lungo la ferrovia Lucca-Viareggio; attiva dal 1890 la stessa è servita dai treni svolti da Trenitalia nell'ambito del contratto di servizio stipulato con la Regione Toscana.

### Mobilità urbana
Il trasporto pubblico urbano e suburbano, è garantito dagli autoservizi svolti fino al 31 ottobre 2021 dalla società Vaibus (del gruppo CTT Nord) e dal 1º novembre 2021 da Autolinee Toscane.

## Amministrazione
- CAP: 55040 Bargecchia, Corsanico, Mommio, Piano di Mommio, Piano di Conca, Stiava; 55054 Massarosa (capoluogo) e le altre frazioni

Di seguito è presentata una tabella relativa alle amministrazioni che si sono succedute in questo comune.

### Gemellaggi
- Łużna
- Teià

## Sport

### Calcio
La principale squadra di calcio è l'A.S.D. Massarosa 1925 che milita nel girone A toscano di 2ª Categoria.
Inoltre il Corsanico, lo Stiava e il Bargecchia.

## Curiosità
Da un allevamento di Massarosa è partita l'invasione del cosiddetto "gambero killer", il Gambero rosso della Louisiana, una specie di gambero non autoctono che è sfuggito agli allevatori e poi si è diffuso (anche a causa dell'opera di altri allevatori irresponsabili) prima in Toscana e poi nel resto dell'Italia, dove adesso sta uccidendo le altre specie.